# Complesso parrocchiale di Saint-Thégonnec
(Georges Provost)

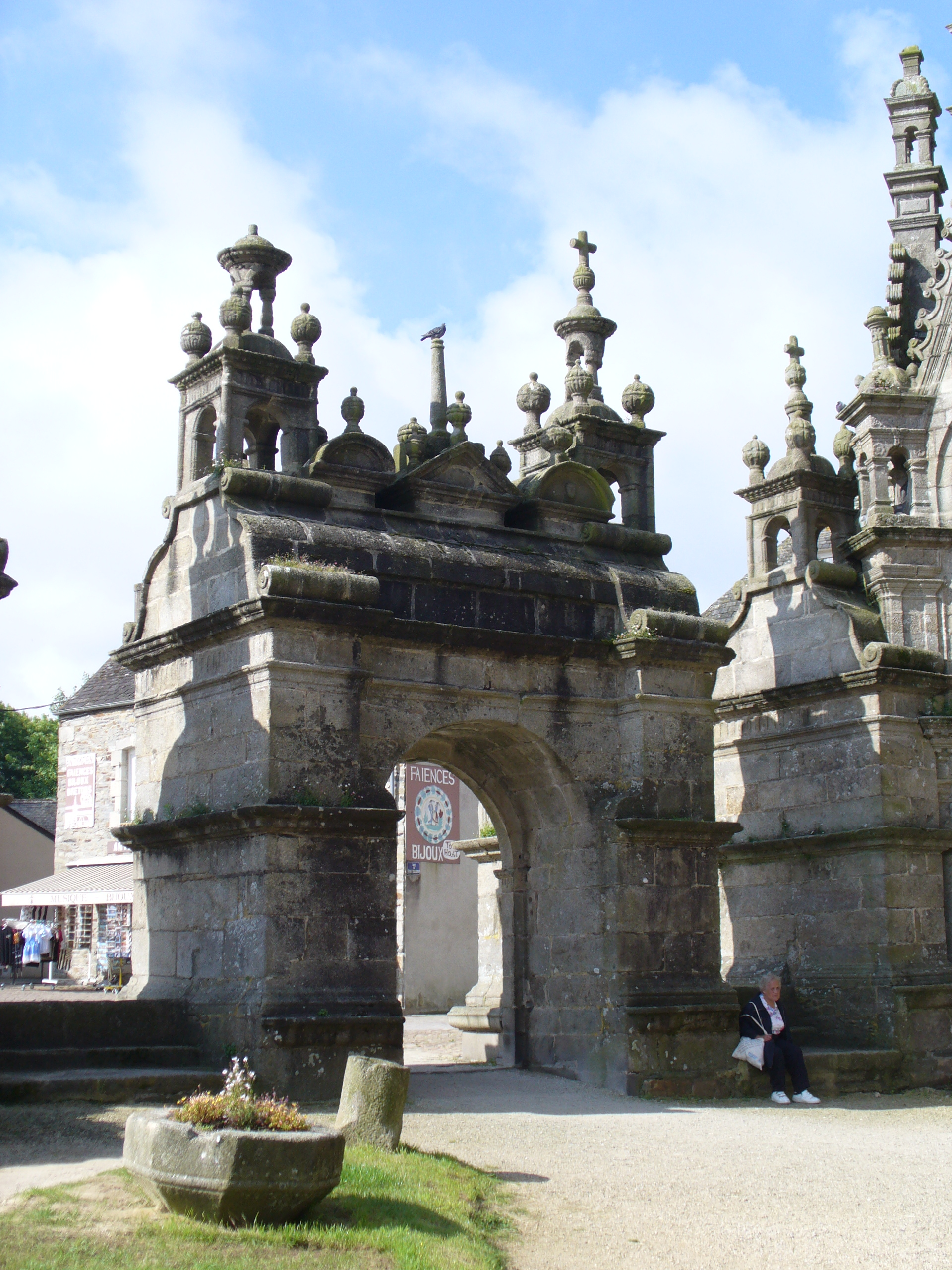
L'arco trionfale che segna l'accesso all'enclos

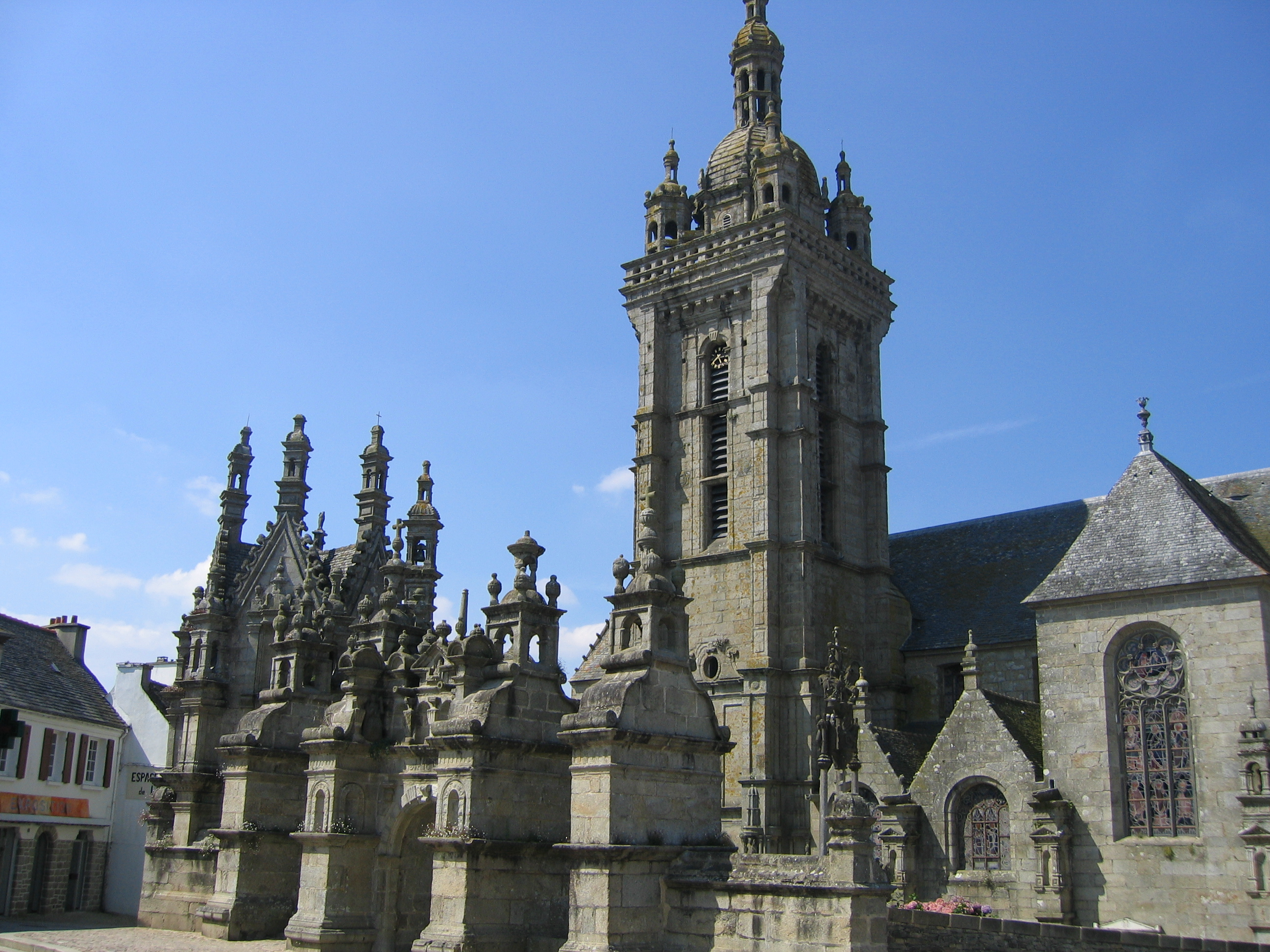
La chiesa del complesso parrocchiale di Saint-Thégonnec

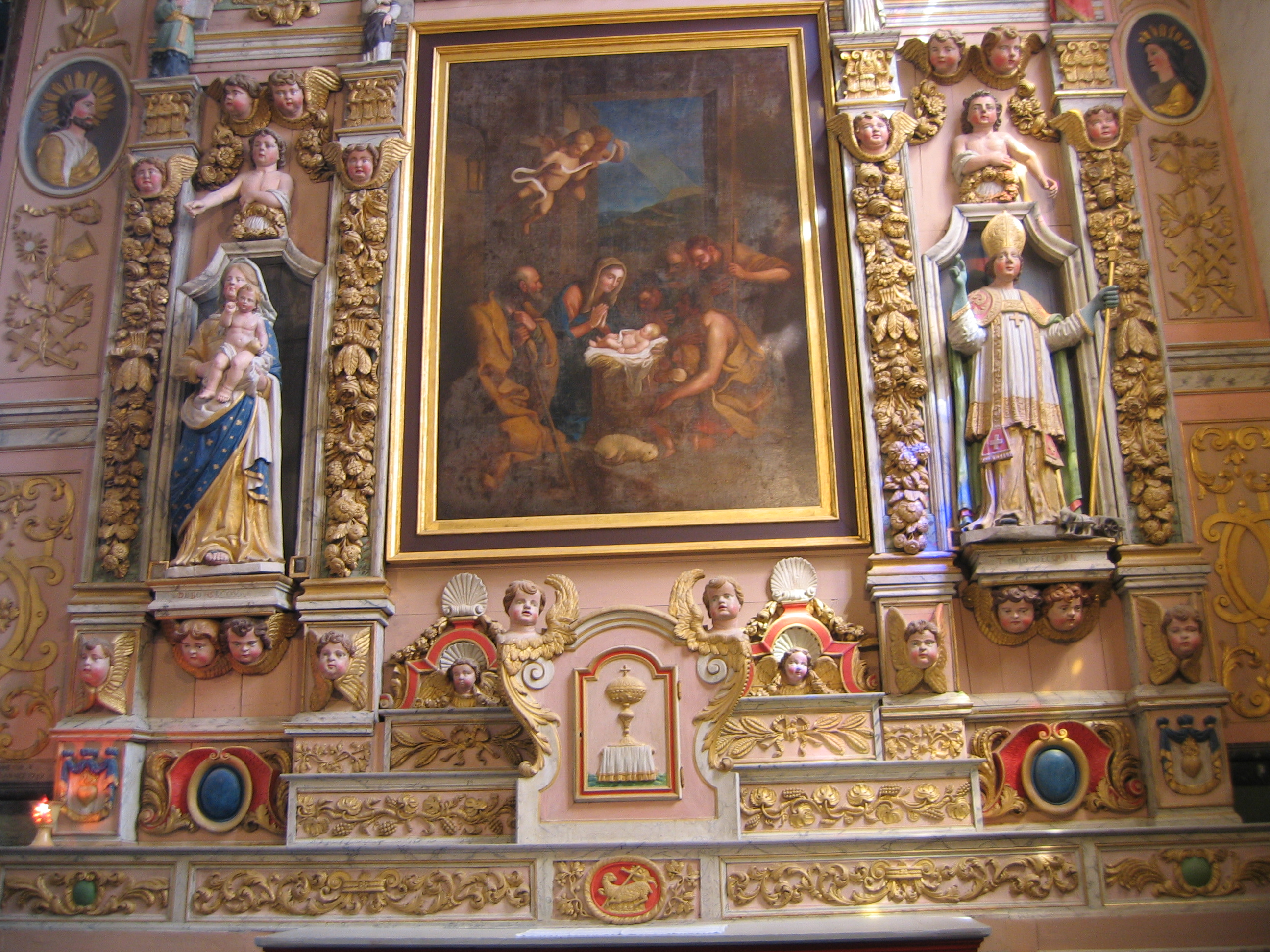
Particolare degli interni della chiesa

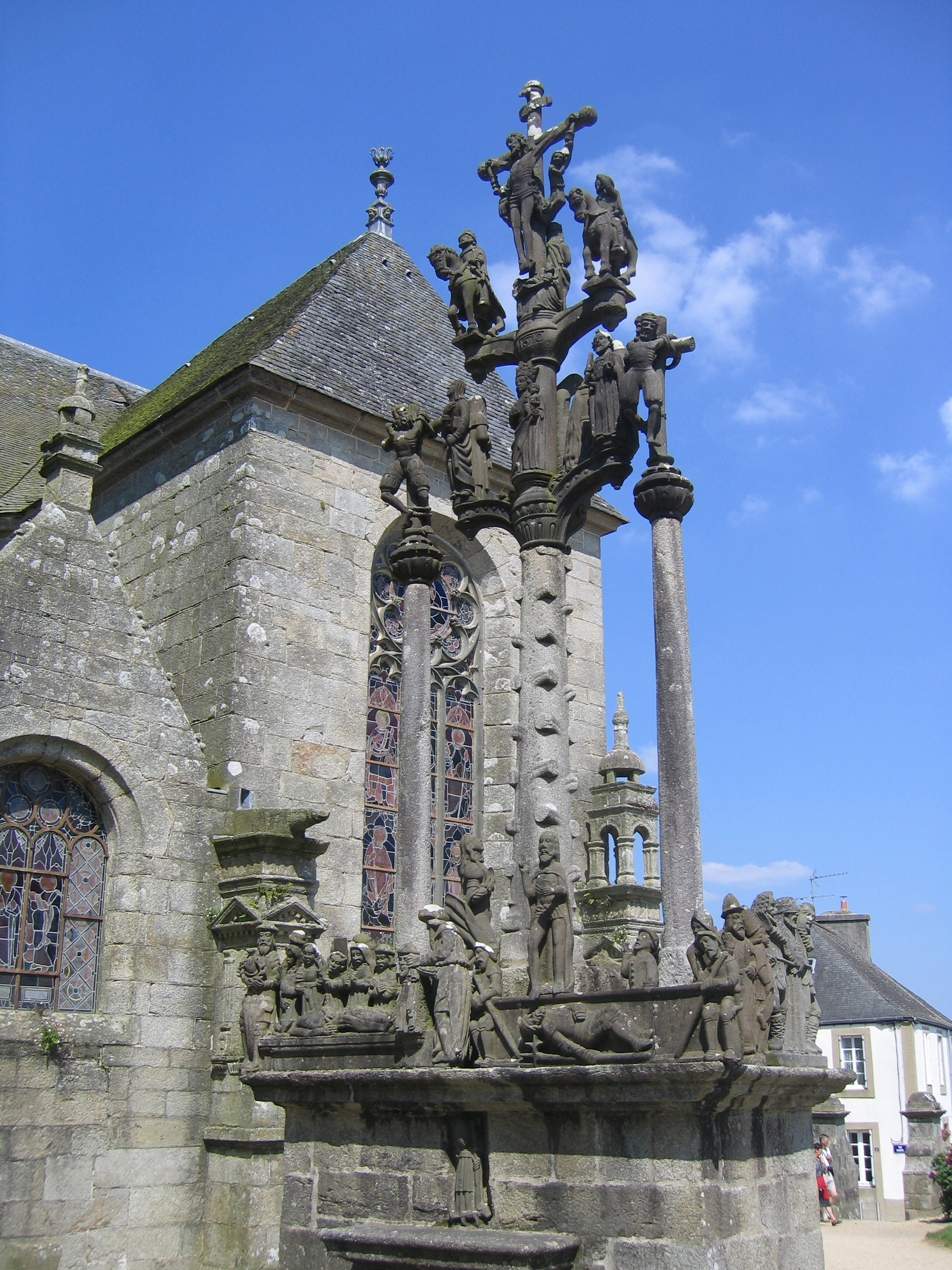
Il calvario di Saint-Thégonnec

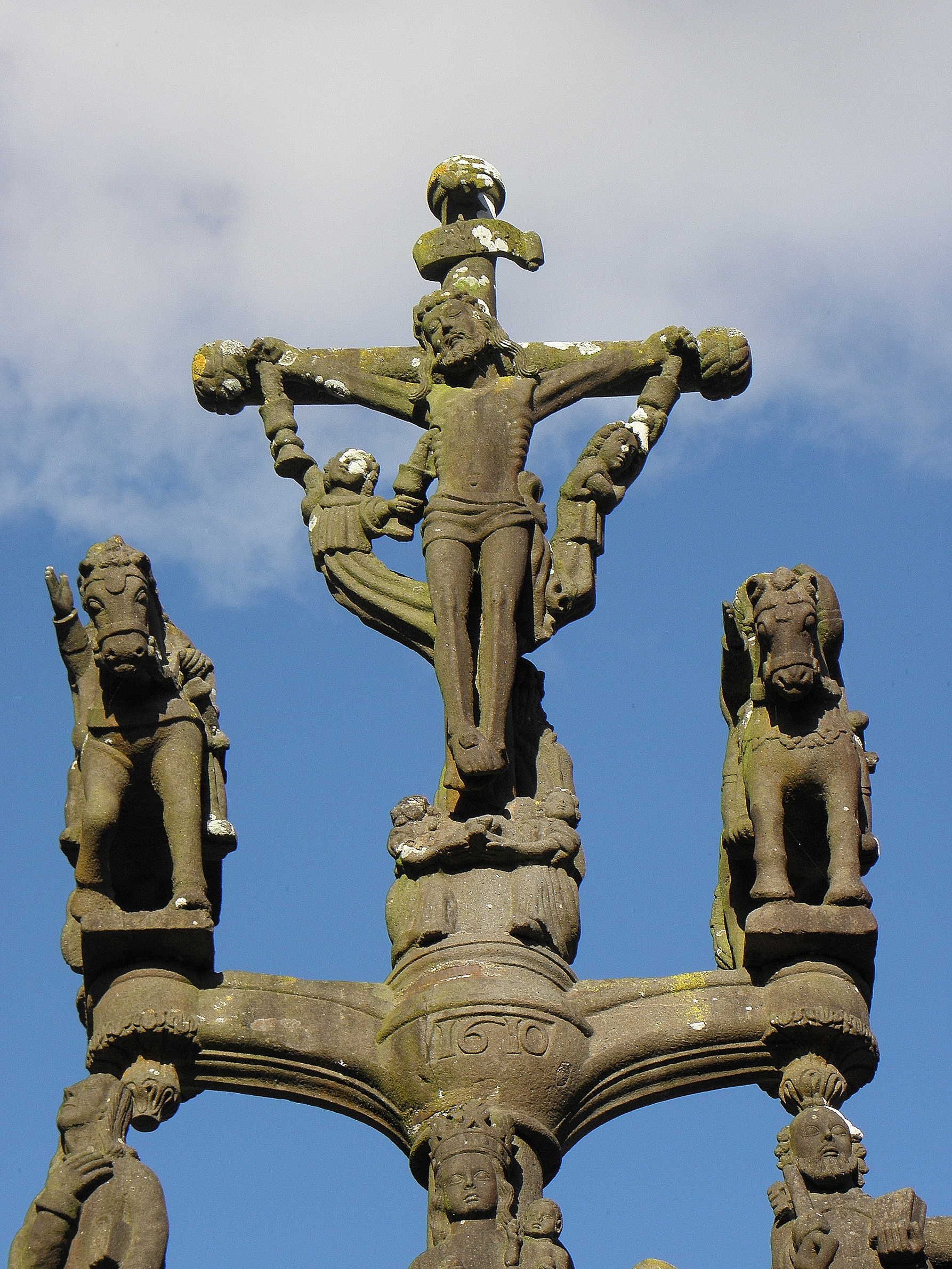
Croci del calvario di Saint-Thégonnec

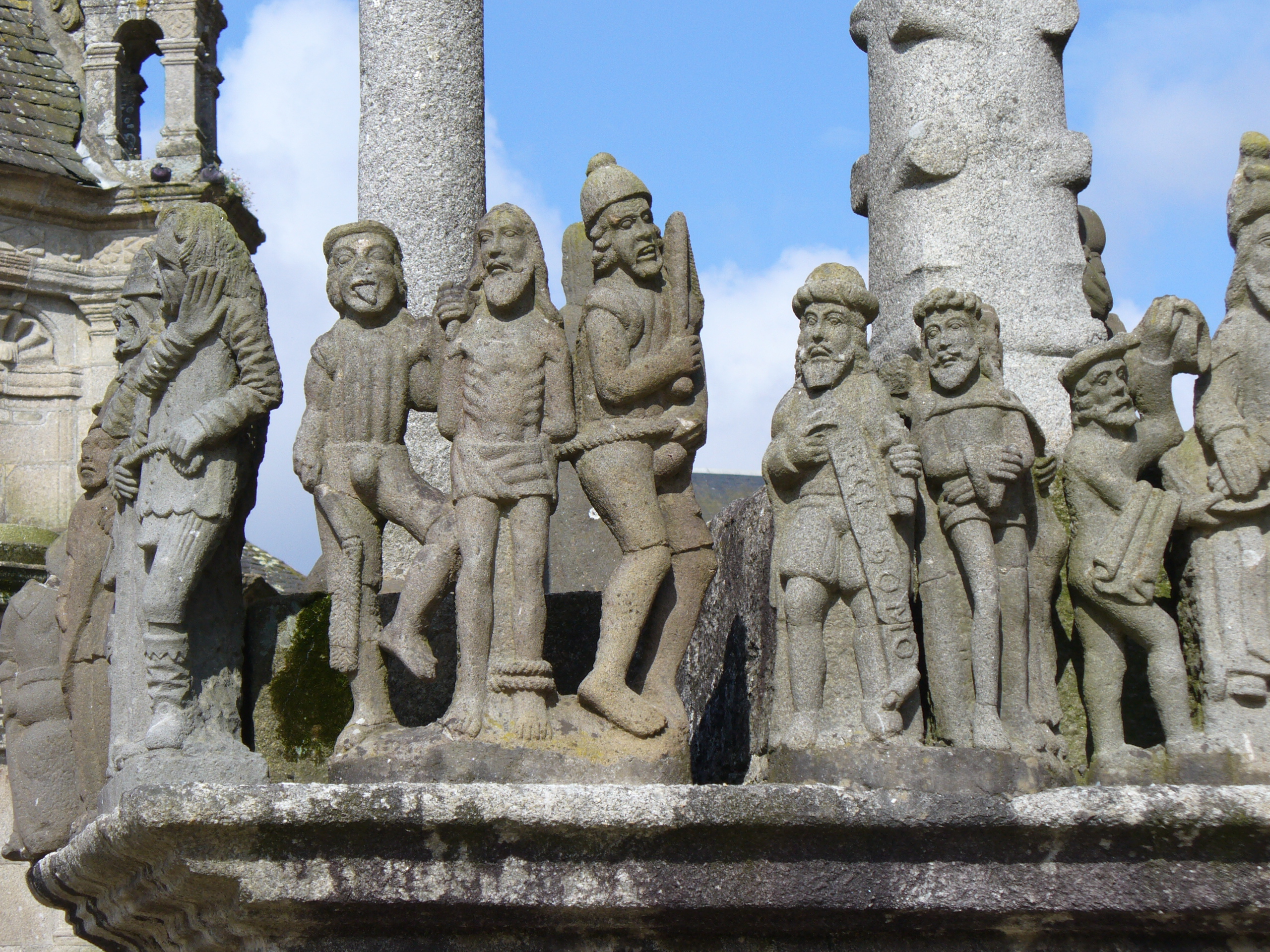
Statue del calvario di Saint-Thégonnec

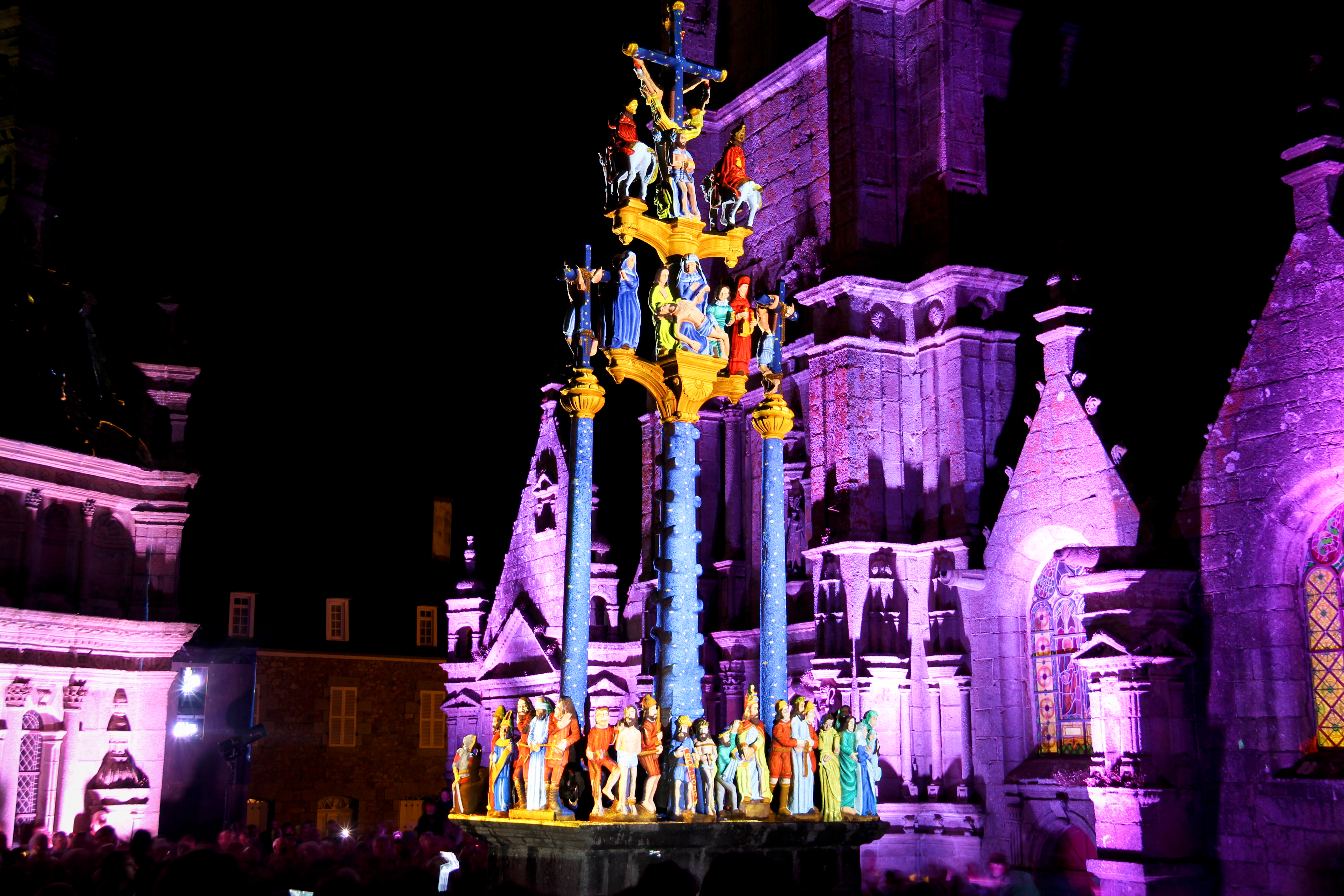
Il calvario di Saint-Thégonnec in un gioco di suoni e luci

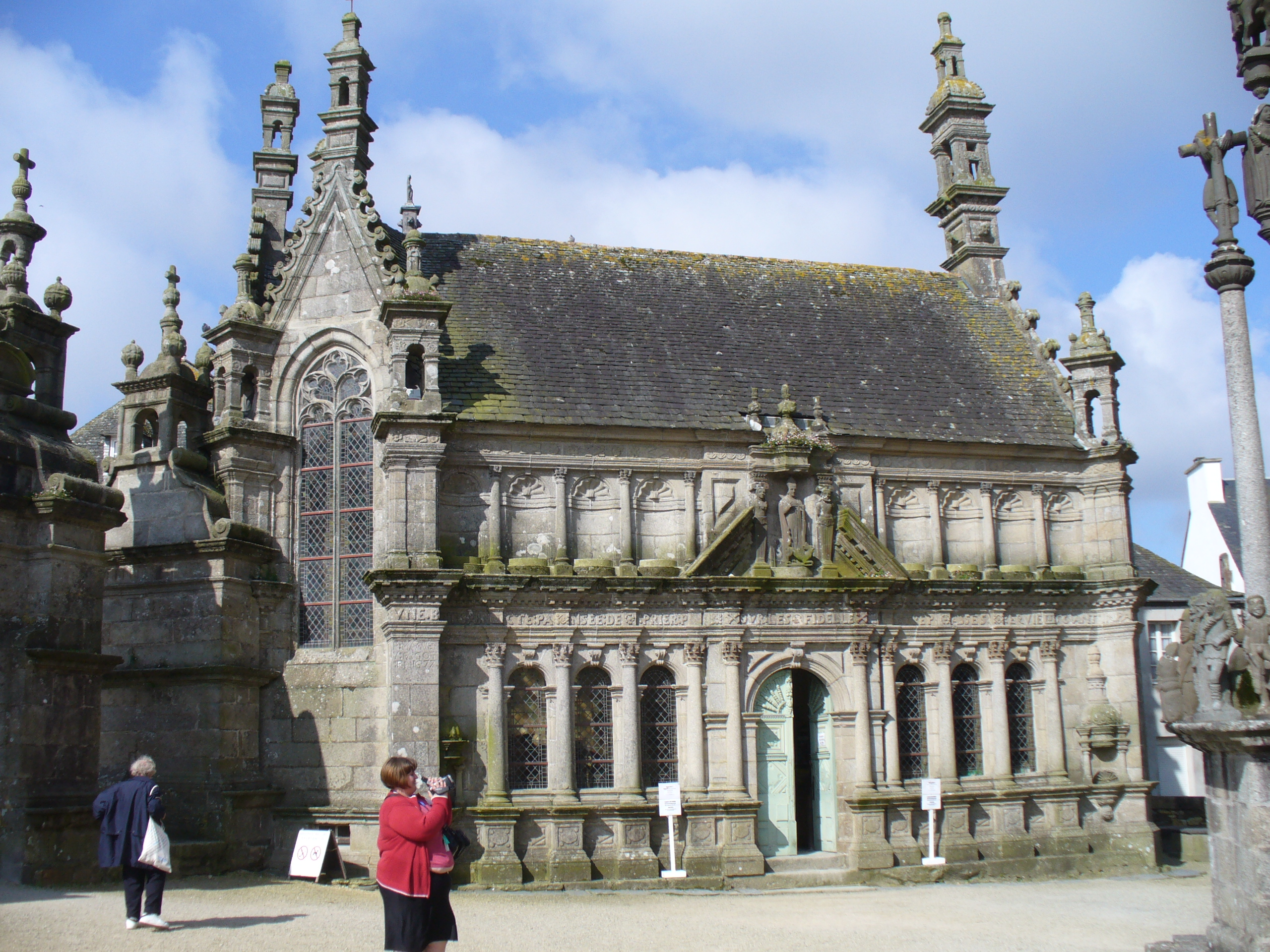
La cappella funeriaria

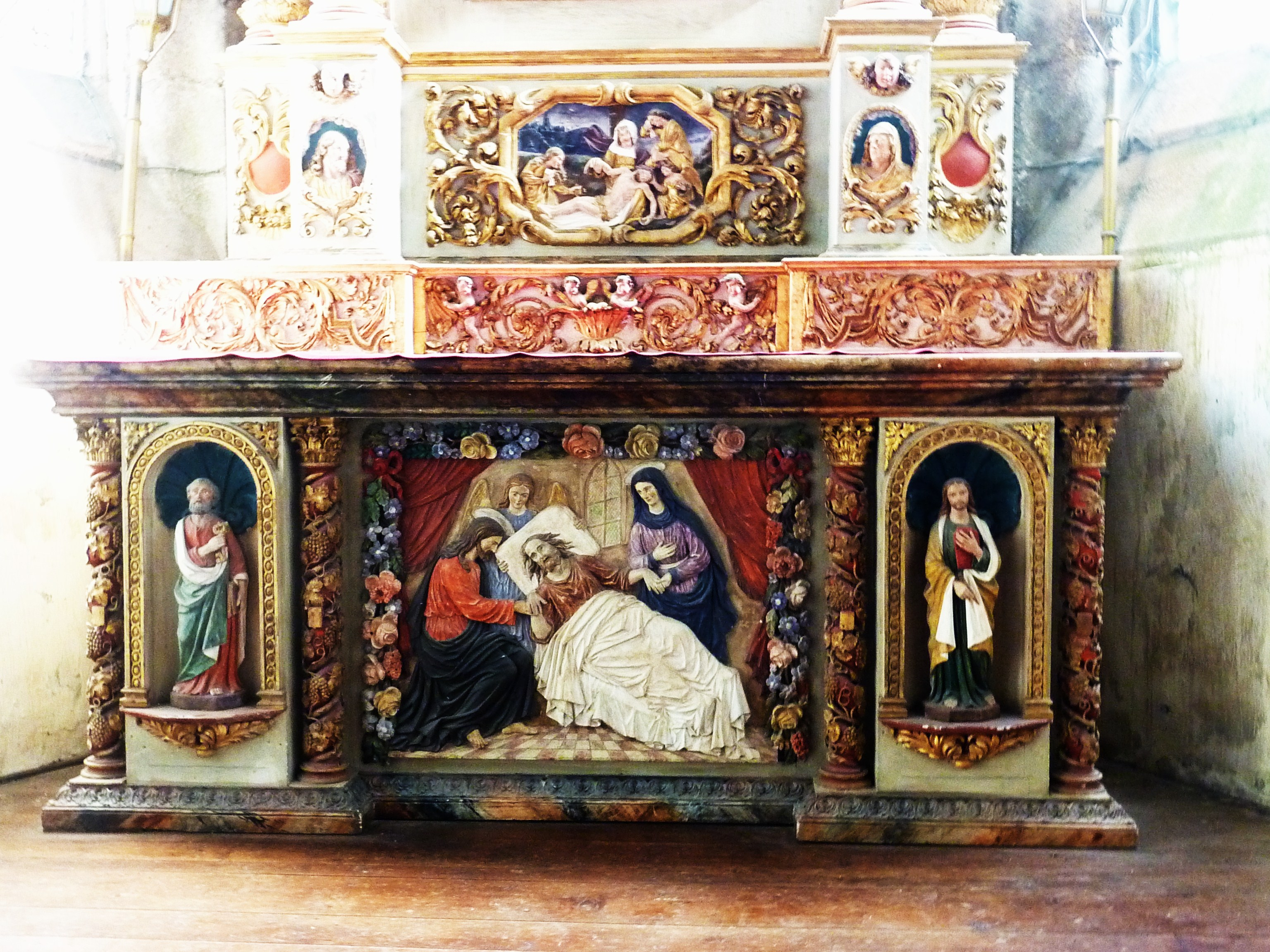
La scultura "La morte di San Giuseppe" all'interno della cappella funeraria

Il complesso (o recinto) parrocchiale di Saint-Thégonnec (in francese: enclos paroissial de Saint-Thégonnec) è un tipico complesso parrocchiale (enclos paroissial) bretone, che si trova nella località di Saint-Thégonnec, nel dipartimento del Finistère, e che è stato realizzato in stile gotico e rinascimentale in gran parte tra la fine del XVI secolo e il XVIII secolo
Tra gli elementi principali di questo enclos, ubicato in Place de l'Eglise, vi sono una chiesa eretta a partire dal 1583  (ma gravemente danneggiata in un incendio nel 1998) e uno dei monumentali calvari bretoni, risalente al 1610.
Considerato tra i più completi complessi parrocchiali bretoni è un riflesso della passata opulenza di Saint-Thégonnec, che nel Rinascimento francese era una delle parrocchie più ricche della regione del Léon.
Gli elementi del complesso sono classificati come monumenti storici.

## Arco trionfale
L'arco trionfale fu realizzato tra il 1587 e il 1589 in granito di Plounéour-Ménez nell'atelier del Castello Kerjean (a Saint-Vougay). Rappresenta non solo uno degli elementi più antichi di questo enclos, ma anche uno dei primi esempi di questo genere di ornamento per cimiteri.
In stile rinascimentale, è formato da quattro piloni decorati da sculture cubiche raffiguranti delle lanterne sovrapposte.
Di fianco alla data di costruzione, si trovano ad entrambi i lati delle sculture raffiguranti san Thégonnec, il patrono locale.
|  |

## Chiesa
La chiesa di Nostra Signora di Saint-Thégonnec fu eretta a partire dal 1563, anche se della costruzione originale rimane soltanto il campanile frontale. Altri elementi dell'edificio risalgono invece al 1640-1650, 1652-1656, 1667-1669 e 1714-1716.
L'8 giugno 1998, l'edificio fu seriamente danneggiato da un incendio, che danneggiò gravemente, tra l'altro, la pala d'altare di Notre-Dame de Vray Secours. I restauri dell'edificio durarono circa 6-7 anni.

### Esterni
Gli esterni della chiesa sono costituiti da un campanile gotico e da una torre rinascimentale.
Negli esterni della chiesa, si trova un portico al centro del quale campeggia una statua raffigurante san Thégonnec, mentre in basso si trovano delle statue raffiguranti quattro dei dodici Apostoli (Giacomo, Tommaso, Pietro e Giovanni)
Nelle nicchie dei contrafforti, trovano invece posto statue raffiguranti l'Annunciazione, San Nicola e San Giovanni.

### Interni
Gli interni della chiesa sono stati restaurati dopo l'incendio che colpì l'edificio nel 1998.
All'interno si trova un pulpito risalente al 1683, una pala d'altare del Rosario, una pala d'altare del Santo Sacramento, un organo di fine XVII secolo, un transetto con rivestimenti in legno risalenti al XVII-XVIII secolo, un paracielo del 1732, ecc.
Le vetrate sono opera di Jean-Louis Nicolas (1862-1866) di Morlaix.
|  |

#### Pulpito
Il pulpito della chiesa del complesso parrocchiale di Saint-Thégonnec risale al 1683 ed è considerato un capolavoro dell'arte bretone.

#### Poltrona chiericale
Nella chiesa trova posto una poltrona chiericale decorata con medaglioni, putti e braccioli a forma di testa di delfino.

#### Coro
Il coro è stato realizzato nello stile di Versailles: è decorato con trofei e cesta di fiori.

#### Pala d'altare del Rosario
A destra del coro, si trova la pala d'altare del Rosario, risalente al XVII secolo.

#### Pala d'altare di Notre Dame du Vrai Secours
Questa pala d'altare, seriamente danneggiata nell'incendio del 1998, risale invece al 1640  circa.

#### Pala d'altare del Sacro Sacramento
La pala d'altare del Sacro Sacramento fu realizzata invece nel 1662.
|  |

#### Organo
L'organo della chiesa dell'enclos fu realizzato nel 1670  da Jacques Mascard e terminato o rifatto tra il 1681 e il 1683  dal suo maestro Thomas Dallam. Fu in seguito restaurato nel 1789 da Flaurent Grimont  e ricostruito nel 1863 da Heyer.

## Calvario
Il calvario di Saint-Thégonnec fu realizzato nel 1610  ed è uno degli calvari monumentali bretoni. Di grande realismo plastico, è un esempio dell'abilità raggiunta all'epoca dagli scultori locali nella lavorazione del granito.
Al centro del calvario trova posto una croce più grande, quello con Cristo, con ai lati due croci più piccole, quelle con i due ladroni. Le croci sono sorrette da un masso rettangolare.
Nella parte inferiore del calvario sono raffigurate alcune scene della Passione di Cristo. Tra le scene principali, vi è il Cristo legato (opera di Roland Doré).
In una piccola nicchia  posta tra le statue che sorreggono la croce, si trova invece una scultura raffigurante san Thégonnec con un carro trainato dai lupi  che - secondo la leggenda - avrebbero divorato l'asino o il cavallo del santo.
Nel calvario, è inoltre raffigurato un boia con le sembianze di Enrico IV di Francia (opera di Roland Oré<<9.
|  |  |

## Cappella funeraria
La cappella funeraria (o ossario) del complesso parrocchiale di Saint-Thégonnec fu realizzata tra il 1676 e il 1682 da Jean Le Bescont.
La cappella è formata da una tripla abside sormontata da guglie e da colonne corinzie in kersantite.
|  |

All'interno della cappella trova posto una scultura in legno policromo con figure a grandezza naturale, La sepoltura di Cristo, realizzata tra il 1699  e il 1702 da Jacques Lespaignol.
|  |  |

Vi si trovano inoltre una pala d'altare dedicata a San Giuseppe  e risalente al 1685 ed alcuni elementi di oreficeria, tra cui spicca una croce da processione in bronzo dorato risalente al 1610.